# Rock Creek (Alabama)
Rock Creek – jednostka osadnicza w Stanach Zjednoczonych, w stanie Alabama, w hrabstwie Jefferson.